# Ferdinand Meldahl
Ferdinand Meldahl (né le 16 mars 1827 à Frederiksberg et mort le 3 février 1908 à Copenhague) est un architecte danois connu pour la reconstruction du château de Frederiksborg après son incendie en 1859. Il est l’un des plus grands défenseurs du courant historiciste au Danemark.

## Biographie
En 1857, il devient membre de l’Académie royale des beaux-arts, et y enseigne à partir de 1863 ; il en est le directeur entre 1873 et 1890. Membre du conseil municipal de Copenhague durant 27 années à partir de 1866, Meldahl possède une grande influence sur la vie de la cité.
En 1904, il est fait Chevalier grand-croix de l’ordre royal de Victoria, lors de la visite du roi britannique Édouard VII ; il était alors déjà chambellan du roi Christian IX et vice-président de l’Académie royale d’art.

## Sélection de travaux
- 1859 — Hôtel de ville de Fredericia
- 1862–1867 — Château de Frijsenborg
- 1880–1881 — Alþingishúsið dans Reykjavik
- 1860–1884 — Reconstruction du château de Frederiksborg après son incendie de 1859
- 1878–1894 — Achèvement de l’église Frédéric à Copenhague